# Widlica (rzeka)
Widlica (Goworówka) (dawniej niem. Gabel Bach) – górny bieg rzeki górskiej (Goworówki) w dorzeczu Odry, stanowiąca razem z Podnóżką źródliskowe dopływy rzeki Goworówka.

## Geografia
Górna część rzeki Goworówki w Masywie Śnieżnika wypływająca z północno-zachodniego stoku Puchacza na wysokości ok. 1010 m n.p.m. z Widłowej Jamy powyżej Czarnego Rowu i po zachodniej stronie poniżej Przełęczy Puchacza. Płynie głęboką doliną porośniętą w całości świerkowym lasem regla dolnego. W jej dolnym biegu wznoszą się skałki gnejsowe.

## Inne
- Górna część Goworówki od źródła do miejsca przyjęcia Podnóżki lewego jej dopływu w wielu publikacjach nazywana jest Widlicą i stanowi razem z Podnóżką źródliskowe dopływy Goworówki.[1]. Wg Region. Zarz. Gospodarki Wodnej we Wrocławiu rzeka od źródła do ujścia nosi nazwę Goworówka[2]

## Turystyka
Przepływa przez mało uczęszczane rejony Masywu Śnieżnika na terenie Śnieżnickiego Parku Krajobrazowego.
- Poniżej Czarnego Rowu przecina Widlicę żółty szlak z Międzygórza na Trójmorski Wierch.
- W Widłowej Jamie przecina niebieski szlak długodystansowy E3 z Międzylesia na Halę pod Śnieżnikiem.